# Ryba po grecku

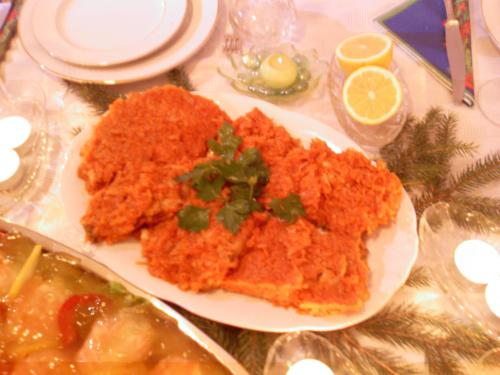
Ryba po grecku

Ryba po grecku – smażone kawałki ryby lub filety rybne z duszonymi warzywami.
Potrawa podawana na ciepło lub zimno. Podstawowymi warzywami są najczęściej: tarta na dużych oczkach marchew, pietruszka, seler, cebula oraz koncentrat pomidorowy. Warzywa duszone są na oleju, z dodatkiem wody, koncentratu pomidorowego, soli, pieprzu i przypraw (tradycyjnie ziela angielskiego i liścia laurowego oraz czasem innych). Po usmażeniu ryba krótkotrwale duszona jest we wcześniej uduszonych warzywach.
Ryba duszona w podduszonej uprzednio poszatkowanej włoszczyźnie i cebuli, nazywana była rybą po żydowsku. 
Ryba po grecku bywa podawana w Polsce na kolację wigilijną.